# Plaça de Sants (metropolitana di Barcellona)
Plaça de Sants è una stazione delle linee 1 e 5 della metropolitana di Barcellona, situata sotto la piazza omonima nel distretto di Sants-Montjuïc di Barcellona.
Nel 1926 furono inaugurate le banchine della L1, infatti questa stazione apparteneva al primo tratto del Metro Trasversal. La stazione portva allora il nome di Sans. Più tardi, nel 1969 furono inaugurate le banchine della L5, che allora si chiamava linea V.
Nel 1982 con la riorganizzazione delle linee la stazione assunse l'attuale nome di Plaça de Sants.